# Палаго
Палаго —  творческая игра-головоломка, созданная Камероном Брауни и Майком МакМанауэем (создателем «Тантрикса»). Набор палаго содержит 48 одинаковых фишек, которые могут быть использованы в серии головоломок, в стратегической игре с двумя игроками или в кооперативной игре с несколькими игроками (называемой «Палагония»).

## История
Камерон Брауни, австралийский математик и автор двух книг по теории игр, создал набор фишек и вариант игры для двух игроков (которую первоначально назвал Ламбо) в 2007. Название было заменено на Пала-го, поскольку фишки похожи на остров Палау, а стратегия напоминает стратегии игры Го. Брауни предложил концепцию игры «палагония», в которой создаются фигуры «тварей» из фишек игры палаго, а некоторые из этих «тварей» были использованы в качестве головоломок аргентинским художником Франком Джулиани. Версию для нескольких игроков, также называемую Палагония, разработали МакМанауэй и Брауни в 2009. Эта игра использует все 48 фишек, а также две специально разработанные для «палаго» игральные кости.
Плитки были упрощены до двух цветов, а название было изменено на Lite Mambo или Lambo, затем Palago, из-за сходства плиток с островом Палау и некоторого стратегического сходства с игрой Го. Браун предложил концепцию "Палагонии" для описания множества возможных форм, похожих на существ, которые можно сделать из плиток, некоторые из которых были изображены как "Палагонские головоломки" Франко Джулиани, аргентинским художником. Многопользовательская версия — также называемая "Палагония" — была разработана МакМэноуэем и Брауном в 2009 году, в ней используются все 48 плиток плюс два специально разработанных кубика "Палаго".  

## Игра

### Палаго
В обе игры (и палаго, и палагония) можно играть на любой плоской поверхности. Перед началом игры в палаго каждый игрок выбирает цвет, а затем вытаскивает из мешка фишку, чтобы определить, кто ходит первым (хотя для игры это не имеет никакого значения). Половина фишек имеет на одной стороне цвет первого игрока, а на другой — цвет второго игрока.
Первый игрок помещает две фишки в середину поля, совмещая цвета. Игра продолжается поочередным выкладыванием двух фишек за ход при соблюдении главных правил:
1. По меньшей мере одна из двух фишек должна соприкасаться с выложенными фишками.
2. Две выложенные во время хода фишки должны соприкасаться друг с другом.
3. Все цвета вдоль ребра соприкосновения должны совпадать.

Выигрывает игрок, который первым выложит замкнутую фигуру на поле из более чем трёх фишек своего цвета. При этом фигура должна быть заполнена внутри. Во время игры допускается выложить одну фишку вместо двух, если она приводит к выигрышу игрока. Игрок проигрывает, если с его ходом закрываются фигуры обоих цветов.
В игру палаго можно играть с любым количеством фишек. Игра считается не состоявшейся, если фишки закончились (хотя в случае 48 фишек это вряд ли случится).
Стратегия игры в палаго балансирует между атакой и защитой. Фактически на ранней стадии игры лучше заботиться о защите без контратак. Это связано с тем, что каждая атака игрока приводит к ухудшению собственной позиции, в то время как защита часто улучшает её. В определенный момент игроки переходят в атаку и реализуют своё превосходство в выигрыше.

### Палагония
Все игроки бросают кости в начале игры (палагония использует 2 специальные кости, в которых цифры 2, 3, 4 и 5 те же, что и в стандартных костях, а вместо цифр 1 и 6 используются символы действия). Игрок с большим номером (2, 3, 4 или 5) начинает игру, забирая выпавшее число фишек и соединяет их любым способом (с сохранением соответствия цветов). Если ни у кого не выпало число, бросание костей повторяется. Далее игра происходит по часовой стрелке.
Каждый ход состоит из следующих шагов:
1. Кидаются обе кости.
2. Выбирается один из кубиков, указывающий действие.
3. Осуществляется действие.

На кости присутствует три типа действий
1. Удаление (убрать внешнюю фишку).
2. Поворот (повернуть внутреннюю фишку, то есть окружённую со всех сторон).
3. Число — выставить указанное количество фишек. Если фишек в мешке меньше этого числа, действие считается невыполнимым.

Правила:
1. Если закрывается фигура, все выкладываемые за ход фишки должны быть частью этой фигуры, иначе это не засчитывается.
2. Если у игрока выпадают одинаковые числа, игрок делает дополнительный ход.
3. Если действие, согласно кости, не может быть выполнено, следует выполнить действие с другой костью. Если ни одно из действий не может быть выполнено, игрок убирает одну из внешних фишек.

### Подсчёт очков
Игроки получают очки при создании «тварей». Чем больше тварь, тем, как правило, она стоит дороже, но зависит от формы. Лучший способ замкнуть тварь — скооперироваться с соседом (слева или справа), поскольку очки обычно даются обоим игрокам, внёсшим вклад в создание твари. Игра завершается, когда кончаются фишки.

## Дополнительная информация
Игра палаго была официально представлена на выставке 2010 года Spielwarenmesse International Toyfairn Nürnberg и в настоящее время доступна в следующих странах: Новая Зеландия, Австралия, Германия, Тайвань, Польша, Венгрия, Хорватия, Россия и Греция.
В сентябре 2010 игра Палаго выиграла новозеландский приз «Новая игра года».